# Eugen Schmidt
Eugen Stahl Schmidt (Koppenhága, 1862. február 17. – Aalborg, 1931. október 7.) olimpiai bajnok dán kötélhúzó, sportlövő, futóatléta.
Dániában úttörő volt a sportok népszerűsítésében és sportklubok létrehozásában. Mint sportoló, először az 1896. évi nyári olimpiai játékokon vett részt, sportlövészetben a hadipuska versenyszámában, valamint a 100 méteres síkfutásban, de jelentős eredményt nem ért el. A következő, az 1900. évi nyári olimpiai játékokon egy Nemzetközi Csapatban indult, és kötélhúzásban aranyérmet nyert. Ebben a csapatban dánok és svédek voltak, a franciákat verték meg.